# سعيد عبد الله دني
سعيد عبد الله دني (بالصومالية: Siciid Cabdullaahi Deni) سياسي صومالي، الرئيس الحالي لولاية أرض البنط شمال شرق الصومال.
ولد في العاصمة الصومالية مقديشو في 2 يوليو 1968.
شغل سابقًا منصب وزير التخطيط في الصومال، بعد أن عينه رئيس الوزراء آنذاك عبد الولي الشيخ أحمد في المنصب في 17 يناير 2014. وترشح في الانتخابات الرئاسية الصومالية 2017.

## وزير التخطيط

### التعاون الثنائي بين الصومال واليابان
في مارس 2014، وصل سعيد دني ضمن وفد رفيع المستوى من الحكومة الصومالية يقودها الرئيس حسن شيخ محمود ويضم وزير الخارجية والتعاون الدولي عبد الرحمن دعالى بايلى ووزير الأشغال العامة وإعادة الإعمار نظيفة محمد عثمان إلى العاصمة اليابانية طوكيو في زيارة استغرقت ٤ أيام التقى الوفد خلالها بالسفير تاتسوشي تيرادا وغيره من كبار المسؤولين في الحكومة اليابانية. كما أجرى الرئيس حسن شيخ محمود والوفد المرافق له مشاورات مع رئيس الوزراء شينزو آبي لمناقشة تعزيز العلاقات الثنائية، وتبادل الخبرات في المجالات الزراعية والصناعية. واختتمت الزيارة بإعلان رئيس الوزراء الياباني آبي أن إدارته ستقدم حزمة تمويل بقيمة 40 مليون دولار لإعادة تأهيل قوات الشرطة الصومالية وخدمات الإغاثة وخلق فرص العمل، من جهته أشاد الرئيس الصومالي حسن شيخ محمود بالحكومة اليابانية لتكثيف دعمها الثنائي، واقترح أن تركز مبادرات التنمية على التدريب المهني للشباب والنساء، والتدريب البحري والصيد واستخراج الثروة السمكية، وتطوير البنية التحتية للزراعة ومصايد الأسماك، ودعم الاتصالات وتكنولوجيا المعلومات.

### التعداد العام للسكان
في سبتمبر 2014 نشرت وزارة التخطيط والتعاون الدولي إحصاءً أوليًا للتعداد السكاني في الصومال، وتعتبر خطوة هي الأول من نوعها تقوم بها الحكومة منذ أكثر من عقدين، وساهم صندوق الأمم المتحدة للسكان في إجراء الإحصائية، وبحسب وزير التخطيط سعيد عبد الله دني ونائب رئيس الوزراء رضوان حرسي محمد فإن الإحصاء السكاني من شأنه تسهيل مشاريع التنمية العامة في الدولة، كما أشارت وزارة التخطيط حينها إلى أن بيانات التعداد الأولية تشير إلى أن هناك حوالي 12.360.000 مقيم في الدولة، وأنها تخطط لإجراء تعداد للمغتربين الصوماليين.

## رئيس ولاية بونت لاند

### الفترة الرئاسية الأولى
انتخب مجلس النواب في بونتلاند سعيد عبد الله دني رئيسا للولاية في 8 يناير 2019 في انتخابات رئاسية شهدت تنافسية.
كما انتخب أحمد علمي عثمان كراش نائبا له في اليوم التالي 8 يناير 2019.
وفاز دني بـ 35 صوتًا من أصل 66 يشكلون أعضاء مجلس النواب وذلك في الجولة الثالثة والأخيرة، متغلبًا على 20 مرشحًا خاضوا السباق الرئاسي، وحصل أقرب منافسيه، الجنرال أسد عثمان عبد الله، رئيس قوات الأمن السابق في ولاية بونت لاند، على 31 صوتًا.
وكان سعيد عبد الله دني معروفا في المجتمع الصومالي بدوره في التعليم في بونت لاند حيث كان من أبرز رواد التعليم الأهلي في الولاية بعد انهيار الحكومة المركزية، وشارك في تأسيس مدارس وجامعات في الولاية.
بعد اختياره رئيسا للولاية سعى دني لتعزيز النمو الاقتصادي ومحاربة الفساد في الولاية الصومالية المعروفة بالاستقرار.
وصرح لدى تسلمه الرئاسة "نفتتح فصلا جديد لهذه المنطقة، فصل من الوحدة والعلاقات الأخوية بين الصوماليين أجمع".
وخسر رئيس ولاية بونت لاند المنتهية ولايته عبد الولي محمد علي، في الجولة الأولى من الانتخابات بحصوله على ثمانية أصوات فقط.

### الفترة الرئاسية الثانية
في 8 يناير 2024 أعيد انتخاب سعيد دني رئيسا لولاية ثانية، وحصل دني في الجولة الأولى من الانتخابات على 35 صوتا مقابل 9 لأقرب منافسيه جوليد صالح بري، و8 أصوات لوزير الخارجية الصومالي السابق أبشر عمر جامع، وحصل دني في الجولة الثانية على 40 صوتا وحصل جوليد على 17 صوت وهروسي على 9 أصوات، وفي الجولة الأخيرة فاز دني بحصوله على 45 صوتا مقابل 21 لمنافسه الوحيد جوليد صالح بري من أصل 66 صوتا، وأدى دني اليمين الدستورية أمام أعضاء من المحكمة الدستورية في بونتلاند.